# Albrecht Klever
Albrecht Klever (* vor 1505; † 26. Mai 1565 in Lübeck) war Ratsherr der Hansestadt Lübeck.

## Leben
Der Lübecker Bürger Albrecht Klever war Mitglied des Bürgerausschusses der 64er gewesen und wurde von der Lübecker Bürgerschaft am 8. März 1533 in den Lübecker Rat gewählt. Im gleichen Jahr war er Befehlshaber aus der Lübecker Flotte im Öresund. Am 21. August 1535 trat er aus dem Lübecker Rat zum Ende der Wullenwever-Zeit wieder aus. 1537 wurde er erneut in den Rat erwählt und bekleidete von 1558 bis 1561 das Amt des Kämmereiherren.
Albrecht Klever war viermal verheiratet mit:
1. Ricmanda Biscoping;
2. Anna Darsow, Tochter des Ratsherrn Hermann Darsow (⚭ 1536);
3. Anna Schutte, Tochter des Ratsherrn Hermann Schutte;
4. Agnete Kerkring, Tochter des Ratsherrn Hinrich Kerckring (⚭ 1548)

Klever bewohnte das Hausgrundstück Koberg 2, das Hoghehus, und war Eigentümer des Hauses Engelsgrube 26/32 und von zwei Hufen in Vorwerk.
Er wurde in der Jakobikirche bestattet. Seine Grabplatte ist in der Literatur beschrieben, aber nicht erhalten. Sein Sohn Hermann Klever wurde 1580 ebenfalls Ratsherr in Lübeck.